# Danila Zuljan Kumar
Danila Zuljan Kumar, slovenska jezikoslovka, * 4. julij 1968, Šempeter pri Gorici.

## Šolanje
Leta 1994 je diplomirala iz slovenskega in angleškega jezika ter književnosti na Filozofski fakulteti v Ljubljani. Zatem je magistrirala z nalogo z naslovom Narečne interference v skladnji beneškoslovenskih besedil, leta 2006 pa še doktorirala  z nalogo Govorjena Briška narečna besedila z vidika besedne skladnje.

## Delo
Danes se posveča predvsem slovenski dialektologiji. Proučuje tersko, nadiško in briško narečje primorske narečne skupine. Zanimajo jo problemi jezikovnih stikov med narečji, katerih jeziki so si med seboj nesorodni. Svojo pozornost posveča še sociolingvističnim vprašanjem v jezikovnih stikih - razmerje med identiteto in jezikom v večjezičnih družbah.
Med drugim sodeluje tudi pri pripravi Slovenskega sociolingvističnega atlasa.
Kot mentorica se je 1998. leta udeležila raziskovalnega tabora v Kanalski dolini v Italiji ter vodila predavanja v okviru tečaja Slovenski jezik in kultura v Špetru v Beneški Sloveniji.
Med leti 1992 in 2002 je poučevala angleški jezik na osnovni in srednji šoli, od 1995 do 1998 pa slovenski jezik na Wall Street Institute v Gorici, v Italiji. Od leta 2002 je zaposlena na Inštitutu za slovenski jezik Frana Ramovša, na Fakulteti za humanistiko Univerze v Novi Gorici pa predava pri predmetih Slovenska dialektologija in sociolingvistika ter Identitete in jeziki v večjezičnih družbah na doktorskem študiju. Poznana je kot vodja Raziskovalne postaje ZRC SAZU v Novi Gorici in deluje v slovensko - italijanski skupini za vpis pokrajine Brda na seznam Unescove kulturne dediščine. V Novi Gorici je v letu 2017 skupaj z dr. Giorgiom Cadorinijem, z Univerze v Opavi na Češkem, predavala pri predmetu Furlanski jezik, literatura in kultura.
Danes je članica treh društev:
- Slavistično društvo Slovenije
- Mednarodno združenje dialektologov in geolingvistov
- Slovansko jezikoslovno združenje

Sodeluje še v odboru za pripravo Gradnikovih večerov v Brdih in Škrabčevih dnevov v Novi Gorici.
Souredila je dve zbirki zgodb iz Terskih dolin Beneške Slovenije. Preko programa Erasmus je predavala tudi na univerzah v Pragi, Lodžu, Vilnu, Sofiji, Krakovu in Buenos Airesu.
Od leta 2008 predava na Fakulteti za humanistiko Univerze v Novi Gorici.

### Publikacije
- Zahodna Banjška planota skozi čas:

Z različnih zornih kotov predstavlja tematike območja krajevnih skupnosti Kal nad Kanalom, Levpa in Avče. Teme monografije so raziskovali strokovnjaki na področju različnih znanosti. Prikazuje nam zanimiv vpogled v večstoletno dogajanje, ki je krojilo usodo tega prostora in narekovalo smernice stanja in razvoja. Članki so smiselno urejeni po vsebinskih sklopih glede na tematiko in vedo, ki ji pripadajo, od geografije, botanike, arheologije, umetnostne zgodovine, zgodovine, etnologije in jezikoslovja.
- Podredne stavčne strukture v nadiškem in briškem narečju;
- Spremembe identitete v slovenski in furlanski jezikovni skupnosti v provinci Videm v Furlaniji-Julijski krajini, Italija;
- Narodna identiteta pri Beneških Slovencih in Furlanih danes;
- Figurativni izrazi v slovenskem jezikoslovnem atlasu;
- Izposoja oblik in skladenjskih vzorcev v slovenskem narečju Ter/Torre in
- Narečni diskurz:

V ospredju zanimanja so načini, po katerih se v spontani neformalni konverzaciji vzpostavlja besedilna koherenca, ter analizirane okoliščine, ki vplivajo na to, ali je konverzacija koherentna ali ne. Prikazana so tudi kohezivna sredstva in načini, kako se v konverzaciji vzpostavljajo kohezivne vezi ter gradi (ko)referenčna mreža. Uporabljeni so štirje sodobni pristopi k analizi diskurza: pragmatična perspektiva, konverzacijska analiza, besediloslovje in funkcijsko jezikoslovje.